# Trogoderma sinistrum
Trogoderma sinistrum là một loài bọ cánh cứng trong họ Dermestidae. Loài này được Fall miêu tả khoa học năm 1926.